# Tintjawa
Tintjawa (bułg. Тинтява) – wieś w Bułgarii, w obwodzie Kyrdżali, w gminie Krumowgrad. W 2024 roku liczyła 49 mieszkańców.